# Chaplygin (cratère)
Chaplygin est un grand cratère d'impact lunaire situé sur la face cachée de la Lune. Il se trouve au sud-est de l'immense plaine fortifiée de Mendeleïev, à peu près à mi-chemin entre les cratères Schliemann (en) au nord-est et Marconi au sud-ouest. Il est à peu près de la même taille qu'Albategnius sur la face visible.
Le bord de ce cratère est à peu près circulaire ; cependant, son bord est irrégulier. La paroi intérieure est en terrasses sur une grande partie de sa circonférence, et cette structure est quelque peu perturbée le long du côté sud. Le bord est légèrement érodé, avec quelques cratères sur le pourtour — à l'exception de Chaplygin K, qui pénètre dans la paroi intérieure le long du côté sud-est. À l'intérieur des parois se trouve une plaine intérieure plane et lisse comparée au terrain accidenté qui entoure l'extérieur du cratère. Un pic central se trouve près du milieu, et quelques minuscules cratères sont dispersés à la surface.
Chaplygin est l'un des plus grands cratères de l'âge nectarien.
Le cratère a été nommé d'après le mathématicien et ingénieur soviétique Sergueï Tchaplyguine par l'Union astronomique internationale en 1970. Le cratère était connu sous le nom de Crater 297 avant d'être nommé.
Un petit cratère lumineux sur le bord nord-est s'appelle Chaplygin B. Il est surnommé Chappy par l'équipe du Lunar Reconnaissance Orbiter,.

## Cratères satellites
Par convention, ces caractéristiques sont identifiées sur les cartes lunaires en plaçant la lettre sur le côté du point médian du cratère le plus proche de Chaplygin.
| Chaplygin | Latitude | Longitude | Diamètre |
| --------- | -------- | --------- | -------- |
| B         | 4,08° S  | 151,69° E | 1,5 km   |
| K         | 7,68° S  | 151,36° E | 20 km    |
| Q         | 7,64° S  | 147,91° E | 13 km    |
| Y         | 2,71° S  | 149,64° E | 28 km    |